# Roland E-20
Roland E-20 — клавішний інструмент, представлений Roland у 1988 році.
Описаний Роландом як «інтелектуальний синтезатор», інструмент був першим продуктом Roland Europe SpA, яка була створена після поглинання італійської компанії SIEL минулого року. Нове підприємство було стратегічним кроком Roland для виходу на прибутковий ринок домашніх клавіатур високого класу, на якому досі домінували Yamaha та Technics.
Завдяки автоматичному акомпанементу та вбудованим динамікам E-20 використовував удосконалену лінійну арифметику або систему синтезу "LA", яка використовується на звуковому модулі Roland MT-32. E-20 встановив новий стандарт для клавішників-любителів із високоякісними звуками, інноваційними ударними паттернами та підкладкою, які були широко визнані значно досконалішими, ніж інструменти Yamaha PSR та KN від Technics.

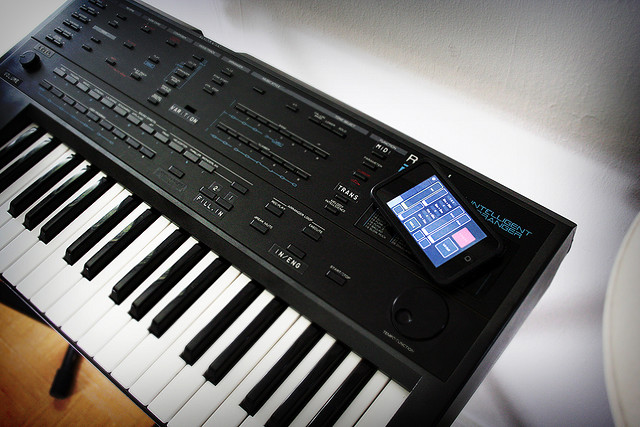
Інтелектуальний аранжувальник Roland Pro-E (1988-1991)

Як і сам E-20, так і дешевші E-5 та E-10 згодом були випущені як «урізані» версії, тоді як вдосконалена E-30 дебютувала в 1990 році. Існувала також модульна версія (RA-50 Realtime Arranger) і Pro-E Intelligent Arranger, яка була в основному половиною E-20, за винятком вбудованих динаміків, але включала так званий «інтелектуальний аранжувальник» і барабанний блок.
У 1989 році німецька компанія Quasimidi випустила популярний набір для модернізації, який значно розширив можливості стандартної клавіатури E-20. Він подвоїв кількість доступних звуків з 64 до 128 завдяки розблокуванню прихованих патчів, які раніше були доступні лише через MIDI. Це також подвоїло кількість користувацьких програм, які можна було зберегти, і дозволило накладати два звуки в правій частині. Іншою особливістю було видалення системного ексклюзивного керування автоматичним акомпанементом, що дозволило керувати ним за допомогою інших клавіатур не Roland.